# Oospila curtimacula
Oospila curtimacula är en fjärilsart som beskrevs av Louis Beethoven Prout 1933. Oospila curtimacula ingår i släktet Oospila och familjen mätare. Inga underarter finns listade i Catalogue of Life.